# Чорич, Анте
А́нте Чо́рич (хорв. Ante Ćorić; род. 14 апреля 1997, Загреб) — хорватский футболист, полузащитник клуба «Рудеш».
Выступал за сборную Хорватии. Участник чемпионата Европы 2016 во Франции.

## Клубная карьера
Чорич начал карьеру выступая за юношеские команды клубов «Хрватски Драговоляц» и «Загреб». В 2009 году он попал в академию австрийского «Ред Булла», также интерес к нему проявляли немецкая «Бавария», лондонский «Челси» и испанская «Барселона». В 2013 году Анте вернулся на родину, подписав свой первый профессиональный контракт с загребским «Динамо». Сумма трансфера составила 900 тыс. евро. 18 июля 2014 года в матче против команды «Славен Белупо» он дебютировал в чемпионате Хорватии, заменив во втором тайме Аль-Арби Судани. 18 сентября в поединке Лиги Европы против румынской «Астры» Анте забил свой первый гол за команду. 28 апреля 2015 года в матче против «Осиека» Чорич забил свой первый гол в национальном первенстве. По итогам сезона Анте стал чемпионом и обладателем Кубка Хорватии.
28 мая 2018 года Чорич перешёл в итальянскую «Рому», подписав контракт на два года. Сумма трансфера составила 6 млн евро.
2 октября 2020 года перешёл на правах аренды в нидерландский ВВВ-Венло.

## Международная карьера
27 мая 2016 года в товарищеском матче против сборной Молдовы Чорич дебютировал за сборную Хорватии, заменив во втором тайме Марцело Брозовича.
В 2016 году в составе национальной сборной Чорич принял участие в чемпионате Европы во Франции. На турнире он был запасным и на поле не вышел.

## Достижения
«Динамо» (Загреб)
- Чемпион Хорватии (2): 2014/15, 2015/16
- Обладатель Кубка Хорватии (2): 2014/15, 2015/16

## Личная жизнь
Старший брат Анте — Йосип, также профессиональный футболист.